# Acoremia
Acoremia is een kevergeslacht uit de familie van de boktorren (Cerambycidae). De wetenschappelijke naam van het geslacht werd voor het eerst geldig gepubliceerd in 1893 door Kolbe.

## Soorten
Acoremia is monotypisch en omvat slechts de volgende soort:
- Acoremia flavomaculata Kolbe, 1893